# Awaous flavus
Awaous flavus és una espècie de peix de la família dels gòbids i de l'ordre dels perciformes.

## Morfologia
Els mascles poden assolir els 8,2 cm de longitud total.

## Distribució geogràfica
Es troba des del riu Atrato (Colòmbia) fins a Belém (Brasil, prop de la desembocadura del riu Amazones).